# Saint-Germain-lès-Corbeil
Saint-Germain-lès-Corbeil és un municipi francès, situat al departament de l'Essonne i a la regió de Illa de França. L'any 2007 tenia 7.177 habitants.
Forma part del cantó de Draveil i del districte d'Évry. I des del 2016 de la Comunitat d'aglomeració Grand Paris Sud Seine-Essonne-Sénart.

## Demografia

### Població
El 2007 la població de fet de Saint-Germain-lès-Corbeil era de 7.177 persones. Hi havia 2.688 famílies, de les quals 588 eren unipersonals (240 homes vivint sols i 348 dones vivint soles), 804 parelles sense fills, 1.092 parelles amb fills i 204 famílies monoparentals amb fills.
La població ha evolucionat segons el següent gràfic:
Habitants censats

### Habitatges
El 2007 hi havia 2.785 habitatges, 2.734 eren l'habitatge principal de la família, 11 eren segones residències i 40 estaven desocupats. 2.233 eren cases i 543 eren apartaments. Dels 2.734 habitatges principals, 2.247 estaven ocupats pels seus propietaris, 449 estaven llogats i ocupats pels llogaters i 38 estaven cedits a títol gratuït; 80 tenien una cambra, 203 en tenien dues, 227 en tenien tres, 626 en tenien quatre i 1.598 en tenien cinc o més. 2.482 habitatges disposaven pel capbaix d'una plaça de pàrquing. A 1.126 habitatges hi havia un automòbil i a 1.497 n'hi havia dos o més.

### Piràmide de població
La piràmide de població per edats i sexe el 2009 era:
| Homes | Edats   | Dones |
| ----- | ------- | ----- |
| 0     | 95 o +  | 0     |
| 4     | 90 a 94 | 20    |
| 8     | 85 a 89 | 68    |
| 32    | 80 a 84 | 16    |
| 20    | 75 a 79 | 48    |
| 68    | 70 a 74 | 68    |
| 112   | 65 a 69 | 104   |
| 196   | 60 a 64 | 152   |
| 236   | 55 a 59 | 256   |
| 288   | 50 a 54 | 320   |
| 288   | 45 a 49 | 312   |
| 324   | 40 a 44 | 308   |
| 244   | 35 a 39 | 284   |
| 232   | 30 a 34 | 264   |
| 184   | 25 a 29 | 156   |
| 180   | 20 a 24 | 200   |
| 236   | 15 a 19 | 232   |
| 304   | 10 a 14 | 328   |
| 256   | 5 a 9   | 284   |
| 204   | 0 a 4   | 188   |

## Economia
El 2007 la població en edat de treballar era de 4.843 persones, 3.512 eren actives i 1.331 eren inactives. De les 3.512 persones actives 3.323 estaven ocupades (1.683 homes i 1.640 dones) i 189 estaven aturades (105 homes i 84 dones). De les 1.331 persones inactives 406 estaven jubilades, 619 estaven estudiant i 306 estaven classificades com a «altres inactius».

### Ingressos
El 2009 a Saint-Germain-lès-Corbeil hi havia 2.661 unitats fiscals que integraven 7.096,5 persones, la mediana anual d'ingressos fiscals per persona era de 28.178 €.

### Activitats econòmiques
Dels 270 establiments que hi havia el 2007, 1 era d'una empresa alimentària, 3 d'empreses de fabricació d'altres productes industrials, 21 d'empreses de construcció, 63 d'empreses de comerç i reparació d'automòbils, 13 d'empreses de transport, 29 d'empreses d'hostatgeria i restauració, 15 d'empreses d'informació i comunicació, 7 d'empreses financeres, 23 d'empreses immobiliàries, 38 d'empreses de serveis, 36 d'entitats de l'administració pública i 21 d'empreses classificades com a «altres activitats de serveis».
Dels 56 establiments de servei als particulars que hi havia el 2009, 1 era una oficina de correu, 3 oficines bancàries, 1 taller de reparació d'automòbils i de material agrícola, 2 autoescoles, 3 paletes, 1 guixaire pintor, 1 fusteria, 3 lampisteries, 6 electricistes, 4 perruqueries, 15 restaurants, 12 agències immobiliàries, 1 tintoreria i 3 salons de bellesa.
Dels 15 establiments comercials que hi havia el 2009, 2 eren supermercats, 2 fleques, 1 una fleca, 1 una carnisseria, 1 una peixateria, 4 botigues de roba, 1 una botiga de roba, 1 una botiga d'electrodomèstics i 2 floristeries.

## Equipaments sanitaris i escolars
Els 2 equipaments sanitaris que hi havia el 2009 eren farmàcies.
El 2009 hi havia 3 escoles maternals i 3 escoles elementals. Saint-Germain-lès-Corbeil disposava d'un col·legi d'educació secundària amb 642 alumnes.

## Poblacions més properes
El següent diagrama mostra les poblacions més properes.